# کانتون (میزوری)
کانتون (به انگلیسی: Canton) یک شهر در ایالات متحده آمریکا است که در شهرستان لویس، میزوری واقع شده‌است. کانتون ۶٫۷۱ کیلومتر مربع مساحت و ۲٬۳۷۷ نفر جمعیت دارد و ۱۸۲ متر بالاتر از سطح دریا واقع شده‌است.